# Дмитриевщина
Дми́триевщина (бывш. Селивановка) — село в Рассказовском районе Тамбовской области России, входит в состав Дмитриевщинского сельсовета.
Находится примерно в 40 км к востоку от Тамбова.

## История

### XVII—XVIII век
Дата основания села неизвестна.
Образование Дмитриевщины относится, скорее всего к 1675—1685 годам. Первыми жителями считаются мордва и демобилизованные солдаты из Шацка, Тамбова, Козлова и др.
Все жители села составляли свободную общину, потому что сообща владели лугами, полями, речкой и свою общину назвали они Селивановкой. Из года в год имя Селивановка постепенно осталось забытым, так как в конце XVII века была построена церковь, которую освятили в честь святого Дмитрия Солунского и от прихожан стали требовать, чтобы своё поселение они называли Дмитриевский приход.
Дмитриевский приход считался самым большим в Тамбовском уезде. В 1783 году в приходе было 442 двора, 1775 мужчин и 1876 женщин. В Дмитриевский приход входила деревня Платоновка.

### XIX век
В списках населённых мест Тамбовской губернии за 1866 год указано: «Дмитриевщина-Саюкино село казённое при речке Кёрша». Вплоть до XIX века большинство сёл носило как бы двойное название. Дмитриевщина и Саюкино двести с лишним лет существовали как единое село, но с двумя церковными приходами и в документах именовались, то село Саютино (Саюкино), то Дмитриевщина, то Дмитриевское, то Селивановка.
В начале 2 половины XIX века село Дмитриевщина отделилось от Саюкино.
В середине XIX века в селе была построена однокомлектная церковно-приходская школа.
В 1872 году в Дмитриевщине открывается народное училище.
В 1891 году была построена двухкомплектная земская школа.
По переписи 1884 года в селе проживало 2589 человек. Мужчин — 1293, женщин — 1305.

### XX век
В 1911 году в селе Дмитриевщина числилось: домов – 484, мужчин – 1996, женщин – 2009, земельный надел 2,5 десятины на душу.
В 1920-е годы для укрепления Советской власти в селе Дмитриевщина образовался сельский Совет, первым председателем которого был Белоусов Иван Фёдорович.
В 1928 году, в год образования Рассказовского района, в селе Дмитриевщина 13 домохозяев образуют ТОЗ (товарищество по совместной обработке земли). Вскоре был приобретён первый трактор, который облегчил труд крестьян. Артель не только обрабатывала трактором свои земли, но и оказывала помощь крестьянской бедноте.
В 1931 году ТОЗ преобразовали в колхоз, который крестьяне назвали «Красная звезда» и первым председателем был избран Юров Алексей Лукьянович.
В 1932 году образовался колхоз «Свободный труд» (ул. Железнодорожная, Гоголя, Южная).
В этот же год был образован колхоз «Новая жизнь» (ул. Октябрьская, Ленина, Тамбовская, Красная).
В 1933 образовался колхоз «им. Красной Армии» (ул. Советская, Гагарина).
Тяжелым испытанием для жителей села были суровые годы ВОВ, когда на фронт было мобилизовано более 1000 человек мужского трудоспособного населения от 18 до 50 лет. Также были призваны 20 девушек. Оставшиеся с большим энтузиазмом работали под лозунгом «Все для фронта, все для победы!». Из своих сбережений жители сдали 378 тысяч рублей на строительство танковой колонны «Тамбовский колхозник» и на самолет «Платоновский колхозник». Дорогой ценой досталась нам Победа – половина земляков не вернулись с фронта. В память о них, в 20-летний юбилей Победы в сельском парке был открыт обелиск. 
Осенью 1950 года на общем собрании Дмитриевщинские крестьяне объединились в один колхоз под названием «Новая жизнь». Затем влились ещё 3 хозяйства, таким образом, колхоз «Новая жизнь» состоял из 7 бывших колхозов.
В 1951 году в селе появилось электричество. При расформировании Платоновской МТС, её мастерские и двигатели электростанции были переданы колхозу «Новая жизнь», электродвигатель обслуживал только животноводческие фермы и правление колхоза.
В 1957 году колхоз переходит на денежную оплату труда и в том же году в домах у колхозников загорелся электрический свет.
В 1960 году был разработан план электрификации колхоза «Новая жизнь». На улицы села завозили столбы, натягивались провода, устанавливались трансформаторы.
В 1961 году электроснабжение от дизельной электростанции было заменено присоединением к постоянному источнику.
В эти годы построили клуб, конюшню, свинарник.
Земельная площадь составляла 5860 га, из которых засевалось 4614 га, на полях выращивали и овощи.
Наряду с земледелием развивается животноводство: крупный рогатый скот, свиноводство, овцеводство.
Увеличивается поголовье коров до 600, овец до 700, лошадей до 70, большое количество поголовья свиней и птицы (куры).
Голубое топливо в село пришло к одним из первых в районе, первые дома получили его в 1991 году. 
В конце 20 века колхоз, в котором работало почти всё работоспособное население села, было одним из передовых в районе, многие колхозники за свой труд были  награждены трудовыми орденами и медалями.

### XXI век
В преддверии столетия со дня начала Первой мировой войны в селе Дмитриевщина 8 июля 2014 г. открыли памятный знак в честь воинов села, положивших жизни на полях сражений. Мемориал увековечил память защитников Отечества, погибших в четырех воинах: Отечественной войне 1812 года, Русско-японской войне, Первой мировой войне и Гражданской. Это первый подобный мемориал в области.

## Известные жители
Николай Михайлович Сатин – первый биограф М.Ю. Лермонтова, переводчик, писатель и поэт. В 2004 году, в год 190-летия со дня рождения Сатина, на школе открыта мемориальная доска в его честь.

## Население
- 1884 год — 2589 чел.
- 1911 год —4005 чел.
- 1926 год — 3600 чел.
- 01.01.2010 — 935 чел.
- 01.01.2018 — 863 чел.